# روايت
روايت هي كومونا في مدينة روما الحضرية في منطقة لاتسيو الإيطالية ، وتقع على منحدر مونتي سكالامبرا على التلال الواقعة بين نهري ساكو و أنيين ، على بعد حوالي 45 كيلومتر (28 ميل) شرق روما .

## روابط خارجية
- الموقع الرسمي